# Wojciech Zalewski (pisarz)
Wojciech Zalewski (ur. 1968 w Warszawie) – polski pisarz, autor i wydawca atlasów historycznych, książek historycznych, strategicznych, gier planszowych, publikacji prasowych o tematyce historycznej i geopolitycznej, od roku 2000 redaktor naczelny Wydawnictwa Taktyka i Strategia.
Absolwent Wydziału Geologii Uniwersytetu Warszawskiego.
Ekspert Narodowego Centrum Studiów Strategicznych. Organizator rekonstrukcji historycznych, m.in. Mława 1939, Bzura 1939, Bitwa Warszawska.
Były stały współpracownik miesięcznika Magia i Miecz.
Został opisany przez Jacka Bartosiaka w jego książce „Najlepsze miejsce na świecie. Gdzie Wschód zderza się z Zachodem” jako Jota. Książka przedstawia Zalewskiego jako geostrategicznego geniusza, który dosłownie rozgromił generalicję amerykańską i NATO podczas gier wojennych prowadzonych przez niego w Stanach Zjednoczonych. Wojciech Zalewski potwierdził, że z powodu opisania go jako Jota w książce Bartosiaka zakończyła się jego kariera w Ministerstwie Obrony Narodowej. Bartosiak stwierdził między innymi, że powodem usunięcia Zalewskiego z MONu był jego „absolutny geniusz”, który dla decydentów był po prostu niemożliwy do zaakceptowania.

## Publikacje

### Książki
- El-Alamein 1942, Altair, Warszawa 1993
- Iwo-Jima 1945, Altair, Warszawa 1993
- Mława 1939, Altair, Warszawa 1996, ISBN 83-86217-31-6, Wydawnictwo Taktyka i Strategia, Alma-Press, Warszawa 2008, ISBN 978-83-7020-391-7, ISBN 978-83-7020-385-6
- Market-Garden, Altair, Warszawa 1997, ISBN 83-86217-42-1
- Piotrków 1939, Bellona, Warszawa 2000, ISBN 83-11-09164-1, Taktyka i Strategia, Warszawa 2009, ISBN 978-83-925676-8-4
- Bzura 1939, Taktyka i Strategia, Polonia Militaris, Warszawa 2005, ISBN 83-921-076-5-9
- Falaise 1944, Bellona, Warszawa 2001, ISBN 83-11-09497-7
- Normandia 1944, Taktyka i Strategia, Warszawa 2009, ISBN 978-83-925676-7-7
- Kock 1939, Taktyka i Strategia, Warszawa 2018
- Pomorze 1939, Taktyka i Strategia, Warszawa 2019
- Market Garden, Taktyka i Strategia, Warszawa 2020
- Iwo Jima 1945, , Taktyka i Strategia, Warszawa 2023, ISBN 978-83-958828-1-4

### Planszowe gry strategiczne
- System "B-21"
  - Mariupol 2015
  - Bartoszyce 2014
  - Basra 2004
  - Krym 2014
  - Lotnisko Donieck 2015
  - Browary 2022
  - Braniewo 2025
  - Ostróda 2025
  - Grodno 2025
  - Kinmen 2025
  - Chios 2025
  - Hostomel 2022
- System ”Husaria”
  - Olkieniki 1700 (wraz z Mateusz Kasprzak-Łabudziński)
  - Kokenhausen 1601
  - Kirholm 1605
  - Kłuszyn 1610
  - Trzciana 1621
  - Pułkowice 1621
  - Straszewo 1621
  - Hodów 1629
  - Beresteczko 1651
  - Połonka 1660 (współautor Piotr Wodtke)
  - Wiedeń 1683
  - Parkany 1683
  - Byczyna 1588 (współautor Piotr Wodtke)
- System „Wrzesień 1939”
  - Westerplatte 1939
  - Piotrków 1939,
  - Mława 1939,
  - Śląsk 1939,
  - Bzura 1939,
  - Pomorze 1939,
  - Wielkopolska 1939
  - Góry Świętokrzyskie 1939
  - Linia Wisły 1939
  - Suwalszczyzna 1939
  - San 1939
  - Przemyśl 1939
  - Lądowa Obrona Wybrzeża 1939
  - Kock 1939
- System „Kampania II Wojny Światowej”
  - Polska 1920
  - Polska 1939
  - Litwa 1941
  - Łotwa 1941
  - Ukraina 1941
- System „Średniowiecze”
  - Maldon 991
  - Cedynia 972
  - Hastings 1066
  - Fulford 1066
  - Stamford Bridge 1066
  - Lincoln 1141
  - Kurikara 1183
  - Hattin 1187 (współautor Marcin Paetz)
  - Arsuf 1191
  - Legnica 1241
  - Chmielnik 1241
  - Jezioro Pejpus 1242
  - Stirling 1297
  - Falkirk 1298
  - Bannockburn 1314
  - Płowce 1331
  - Crecy 1346
  - Kulikowe Pole 1380
  - Nicopolis 1396
  - Grunwald 1410
  - Koronowo 1410
  - Kurzętnik 1410
  - Warna 1444
  - Chojnice 1454
  - Orsza 1514
- System „Wielkie Bitwy 1939-1945”
  - Niemen 1920
  - Ebro 1938
  - Bzura 1939
  - Piotrków 1939
  - Ciechanów 1939
  - Finlandia 1939-40
  - Beda Fomm 1940
  - Tikhvin 1941
  - Podolsk 1941
  - Tuła 1941
  - Moskwa 1941
  - Charków 1942/43
  - Charków 1942
  - Stalingrad 1942-43
  - Operacja „Saturn” 1942
  - Kursk 1943
  - Kutuzow 1943
  - Normandia 1944
  - Ardeny 1944
  - Bagration 1944
  - Holandia 1944
  - Market Garden 1944
  - Korsuń 1944
  - Budziszyn 1945
  - Colmar 1945
  - Nordwind 1945
  - Berlin 1945
  - Kasserine 1943
  - Ardeny 1940
  - Białystok 1920
  - Warszawa 1920
  - Tannenberg 1914 (współautor Piotr Wodtke)
  - Łódź 1914 (wraz z Piotr Wodtke)
  - San Marino 1944
  - Bolonia 1945
  - Budapeszt 1945
  - Desert Rats 1940-42
  - Ebro 1938
  - Warsaw 1944
- System „Bitwy II wojny światowej 1942-1945”
  - Wizna 1939
  - Szack 1939
  - Chojnice 1939
  - Bory Tucholskie 1939
  - Różan 1939
  - Brześć 1939
  - Wizna 1939
  - Tomaszów Mazowiecki 1939
  - Mokra 1939
  - Piotrków Trybunalski 1939
  - Warszawa 1939
  - Sochaczew 1939
  - Pszczyna 1939
  - Głowno 1939
  - Sidi Barrani 1940
  - Narwik 1940
  - Agedabia 1940
  - Malta 1941
  - Kreta 1941
  - Kanał Koryncki 1941
  - Hong Kong 1941
  - Mersa Matruh 1942
  - Corregidor 1942
  - El-Alamein 1942
  - Afrika Korps 1942
  - Gazala 1942
  - Charków 1943
  - Kasserine 1943
  - Salerno 1943
  - Kos 1944
  - Leros 1944
  - Falaise 1944
  - Tinian 1944
  - Ie 1944
  - Monte Cassino 1944
  - Ancona 1944
  - Arnhem 1944
  - Magnuszew 1944
  - Warszawa 1944
  - Omaha 1944
  - Most Pegaza 1944
  - Plaża „Utah”
  - Malmedy 1944
  - Fiordy 1944
  - Finlandia 1944
  - Corregidor 1945
  - Iwo Jima 1945
  - Aguijan 1945
  - In-Chon 1950
- System „Napoleon”
  - Węgrów 1863
  - Rolica 1813 (wraz z Marcin Mrozek)
  - Ventosa 1813 (wraz z Marcin Mrozek)
  - Vimiero 1813 (wraz z Marcin Mrozek)
  - Pruska Iława 1807 (wraz z Sławomir Dzięcioł)
  - Pułtusk 1806 (wraz z Sławomir Dzięcioł)
  - Gołymin 1806 (wraz z Sławomir Dzięcioł)
  - Bergfriede 1807 (wraz z Sławomir Dzięcioł)
  - Friedland 1807 (wraz z Sławomir Dzięcioł)
  - Morąg 1807 (wraz z Sławomir Dzięcioł)
  - Hoff 1807 (wraz z Sławomir Dzięcioł)
  - Ostrołęka 1807 (wraz z Sławomir Dzięcioł)
- System „WW3 (3. Wojna Światowa)”
  - Ardeny 2024
  - Waterloo 2025
  - Nevel 2025
  - Lidzbark 1807  (wraz z Sławomir Dzięcioł)
  - Borodino 2025
  - Orsza 2025
  - Tuła 2025
  - Grunwald 2025
  - Suwałki 2025
- inne:
  - Westerplatte 1939
  - Eben Emael 1940
  - Vroenhoven 1940
  - Powstanie Warszawskie 1944 (wraz z Marcin Paetz)

### Atlasy
- Wielki Atlas Kampanii Wrześniowej 1939 roku tomy I – V, Taktyka i Strategia, Warszawa 2009 – 2014, ISBN 978-83-925676-5-3
- Wielki Atlas Kampanii Afrykańskiej 1939-1943, Taktyka i Strategia, Warszawa 2013, ISBN 978-83-925676-5-3
- Wielki Atlas II Wojny Światowej 1939-1945
- Wielki Atlas Kampanii Francuskiej 1940 (w przygotowaniu)
- Wielki Atlas Wojny 1920 roku